# 비스트 스토커
《비스트 스토커》(証人, The Beast Stalker)는 홍콩 임초현 감독의 2008년 액션 영화이다. 장가휘와 사정봉, 장정초가 출연한다. 장가휘는 이 영화로 28회 홍콩 금상장 남우주연상을 수상했다.

## 줄거리
홍콩 경찰인 당비는 동료들과 함께 범죄 소탕 작전에 나선다. 작전 중 정보원의 잘못된 정보와 동료의 미흡한 대처로 팀원이 총에 맞지만 다행히 방탄복 덕분에 목숨을 건진다. 같은 날, 당비는 강도단을 추격하던 중 교통사고를 내고, 그 과정에서 검사인 고민의 딸 이가 사망하는 사고가 발생한다. 당비는 죄책감에 시달리고, 고민은 남은 딸에게 모든 애정을 쏟는다.
3개월 후, 사고를 일으킨 강도단의 리더가 혼수상태에서 깨어나고, 고민은 그를 재판에 넘기려 한다. 하지만 곧 딸이 외눈을 가진 홍형이라는 남자에게 납치당하고, 고민은 납치범에게 협박을 받아 강도단 리더의 재판에서 증거를 조작해야 하는 상황에 처한다. 당비는 자신의 과거 과오를 속죄하고 딸을 구하기 위해 다시 한번 사건에 뛰어든다.
고민은 딸을 죽게 만든 당비를 믿지 못하고 도움을 거절한다. 당비는 비공식적으로 수사를 진행하며 납치범의 흔적을 찾기 시작하고, 과거 자신과 사이가 좋지 않았던 사촌 동생이자 동료 경찰인 마이클의 도움을 받게 된다. 추적 끝에 딸이 감금된 장소를 파악하지만, 홍형은 교묘하게 빠져나간다.
당비는 홍형을 쫓는 과정에서 그의 뛰어난 격투 실력에 제압당하고, 우연히 식당에서 홍형을 발견한 동료 선의 도움으로 추격전을 벌이지만 놓치고 만다. 결국 당비는 총기 사용 관련 조사를 받게 되고, 고민에게 딸이 감금되었던 장소를 알려준다. 숨겨진 방에서 홍형의 병든 아내를 발견한 당비는 홍형을 추적하여 격투 끝에 그를 제압하고 딸을 구출한다. 홍형은 과거 교통사고의 운전자로, 이 사고로 아내와 함께 큰 부상을 입었다는 사실이 밝혀진다. 결국 홍형은 경찰에 자수하고, 당비는 고민과 재회한 딸과 함께 영화는 마무리된다.

## 영화정보
- 2009년 13회 부천국제판타스틱영화제에서 상영되었다.
- 홍콩에서는 'IIB', 싱가포르에서는 'PG', 말레이시아에서는 'PG13' 등급으로 개봉되었다.

## 출연진
- 사정봉: 당비(唐飛) 역
- 장가휘: 왕홍형(王洪荊) 역
- 장정초: 고민(高敏) 역
- 료계지: 곽휘신(郭耀新) 역

## 제작진
- 감독: 임초현(林超賢)
- 각본: 오위륜(吳煒倫)

## 수상정보
- 28회 홍콩 금상장 남우주연상(장가휘), 남우조연상(료계지) 수상
- 2009년 13회 부천국제판타스틱영화제 감독상(임초현) 수상, 특별언급(장가휘)
- 2009년 46회 금마장 남우주연상(장가휘) 수상